# Politik i Sverige
Politik i Sverige karakteriseras sedan 1920-talet av den svenska parlamentariska demokratin och dess proportionella representation.
Sverige är en representativ demokrati och den politiska makten över Svenska staten ligger hos den inför den folkvalda riksdagen ansvariga regeringen, ledd av regeringschefen, statsministern, som sedan 2022 är Ulf Kristersson. Riksdagen har den yttersta makten över såväl lagar och beskattning som regering och statsförvaltning. Svenska statens uppgift är att stifta lagar, beskatta, styra och verkställa, döma, följa upp och granska. Den politiska makten delas mellan EU, staten, kommuner och regioner.
Till statsskicket är landet en konstitutionell monarki där monarken, sedan 1973 kung Carl XVI Gustaf, är rikets statschef. Kungatiteln går i arv enligt vad som är stadgat i successionsordningen. Kungen har dock endast en ceremoniell roll.
Kommuner och regioner är självstyrande och styrs av beslutande politiska församlingar som utses genom allmänna val och företräder den lokala befolkningen. Kommuner och regioner sköter lokala eller regionala frågor med en stor handlingsfrihet, men styrs samtidigt av nationella uppdrag och statliga regleringar.
Sverige är sedan 1995 medlem i Europeiska unionen, EU. Allmänna val till EU-parlamentet hålls vart femte år. Sveriges regering är även representerad i ministerrådet. Sveriges EU-politik avgörs i riksdagens EU-nämnd. Sveriges statsminister är representerad i Europeiska rådet.
Sverige har fyra grundlagar: regeringsformen, successionsordningen, tryckfrihetsförordningen och yttrandefrihetsgrundlagen. Grundlagarna kan endast ändras genom två riksdagsbeslut med ett riksdagsval emellan. Författningen utgörs av regeringsformen och riksdagsordningen.
Minoritetsstyre och samförstånd har länge präglat svensk politik. Samförstånd och kompromisser är huvudspåret snarare än strid och ansvarsutkrävande. Svensk politik har sedan 1970-talet dominerats av höga skatter och stor offentlig sektor med ett avancerat välfärdssystem. Neutralitet och alliansfrihet var länge ledstjärnor i svensk säkerhets- och utrikespolitik. Neutraliteten övergavs i samband med inträdet i EU. Efter Rysslands invasion av Ukraina övergavs till slut alliansfriheten i och med att Sverige ansökte om medlemskap i NATO.
Socialdemokraterna har dominerat svensk politik i stort sett sedan parlamentarismen infördes i början av 1900-talet. Under 2010-talet erhöll dock partiet rekordlåga väljarsiffror. Istället växte ett nytt riksdagsparti, Sverigedemokraterna, snabbt i väljarstöd och blev i riksdagsvalet 2022 näst största parti, strax före Moderaterna.

## Politisk historia
Den första riksdagen brukar sägas vara Arboga riksmöte år 1435, även om kungarna redan tidigare samlat råd av representanter från rikets mäktiga. Riksdagens funktion och makt har senare varierat avsevärt; under lång tid var den en ståndsriksdag. Fram till 1680 delades den utövande makten mellan kungen och ett adelsråd, vilket ledde till att adelsmännen blev mäktiga. I samband med reduktionen infördes 1680 enväldig monarki. 
Som en reaktion på nederlaget i det stora nordiska kriget började frihetstiden år 1719, vilket ledde till skapandet av konstitutionell monarki, enligt olika konstitutioner 1772, 1789 och 1809, där den sista slog fast principen om maktdelning vilket innebar att det kungliga enväldets tid var över. Mer makt fördes över till riksdagen, och domstolarna blev mer självständiga. Kungen styrde dock fortfarande landet, kunde fatta beslut som gick emot riksdagsmajoritetens vilja och utsåg själv statsråden i regeringen. Riksdagen behöll det gamla systemet med fyra stånd och privilegier som särskilt gynnade adeln.
Under 1800-talet fick svenskarna för första gången uppleva en längre period av fred. Dödligheten sjönk och folkmängden ökade. En ny borgerlig medel- och överklass växte fram, där liberala idéer dominerade. Liberalerna krävde pressfrihet, näringsfrihet och politiska reformer. Många konservativa politiker i riksdagens adels- och prästestånd motsatte sig dock snabba förändringar. Samtidigt förändrades näringslivet och Sveriges ekonomiska strukturer. Jordbruket effektiviserades, och i städerna började industrier växa fram. Godsägare, självägande bönder och företagare i städerna ökade sina inkomster och förmögenheter. Många egendomslösa på landsbygden flyttade in till städerna, där jobben fanns. Här inleddes snart arbetarnas politiska kamp för bättre arbetsförhållanden och ökat politiskt inflytande. Många tog intryck av socialismens idéer om solidaritet och jämlikhet.
Införandet av obligatorisk folkskola 1842, skråväsendets avskaffande 1846, införande av en aktiebolagslag 1848, näringsfrihet 1864 och frihandel 1865 var liberala reformer av betydelse för Sveriges utveckling. Reformvågen leddes av liberalkonservativa politiker som förenade en liberal grundsyn med konservativt försvar av samhällsordningen och en tro på stabila regelverk och institutioner.
1865 fattades beslut om att inrätta en tvåkammarriksdag, vilket innebar att rösträtten, valbarheten och den politiska makten i riksdagen inte längre var kopplad till de fyra stånden.
I de lokala valen till kommuner och landsting, som införts i lag 1862, fick förmögna personer som betalade mycket kommunalskatt fler röster. Även bolag kunde rösta i lokala val. Det var inte ovanligt att ett bolag eller en enskild godsägare kunde ha mer än hälften av rösterna i små kommuner. De lokalt valda representanterna utsåg i sin tur representanterna i första kammaren. Reglerna för val till första kammaren gjorde att den långt in på 1900-talet dominerades av adelsmän och förmögna personer.
Alla medborgare som uppfyllde vissa villkor - så kallade streck - kunde efter 1865 både rösta och väljas till andra kammaren. Rösträttsvillkoren handlade främst om kön, ålder och ekonomi. Strecken uteslöt alla kvinnor, egendomslösa och människor med vanliga yrken från rösträtten. Begränsningarna innebar att endast 5% av befolkning hade rösträtt vid valet till andrakammaren 1872.
Mot slutet av 1800-talet växte arbetarrörelsen i politisk styrka, präglad av klasskamp och antikapitalism. 1889 bildades Socialdemokratiska partiet av fackföreningar, men dess politiska inflytande i riksdagen var länge begränsat. Som förste socialdemokrat valdes Hjalmar Branting in i andra kammaren 1896 på en liberal lista.
Många av 1800-talets radikaler förenade en demokratisk uppfattning med en traditionalistisk syn i ekonomiska frågor. Adeln och besuttna motsatte sig rösträtt men verkade för moderniserande reformer inom andra områden. När liberalernas skepsis mot en fullständig rösträtt övervunnits och socialdemokratins antikapitalism i praktiken övergivits kunde den politiska och ekonomiska moderniseringen av Sverige gå i takt.
Parlamentarism infördes 1917 då kung Gustaf V accepterade att utnämnda regeringen utifrån riksdagens flertal. År 1918 infördes allmän rösträtt, och 1921 hölls det första valet med denna utökade rätt. Den 24 maj 1919 blev Sverige en parlamentarisk demokrati med allmän och lika rösträtt för män och kvinnor..
Parlamentarismen bevarades av Gustaf V:s efterföljare Gustaf VI Adolf, till dess att en grundlagsändring 1975 i praktiken ändade kungens politiska makt, samt ersatte den tidigare tvåkammarriksdagen med en enkammarriksdag. Grundlagsändringen föregicks 1973 av Torekovskompromissen som var en del av grundlagsberedningen. Överenskommelsen mellan Socialdemokraterna och de borgerliga partierna innebar att monarkin bestod men till priset av att monarkin fråntogs all formell politisk makt.
Sveriges relativt lugna och till viss del tröga politiska utveckling under 1900-talet skiljer sig från många andra länder. Till det bidrog att Sverige förskonades från krig och var etniskt och religiöst homogent. Extrema riktningar av t.ex. politisk eller religiös art gjorde sig aldrig gällande i någon betydande omfattning. Såväl unionsupplösningen med Norge 1905 som rösträttsreformen 1907-1909 stöddes av ledande högerpolitiker. Ett undantag var den hätska stämning som karakteriserade det s.k. kosackvalet 1928, då socialdemokraterna anklagades för att vilja genomföra "en socialistisk samhällsordning".
1920-talet var en orolig period i svensk politik då regeringar med svagt stöd i riksdagen avlöste varandra. Den oroliga politiska situationen var delvis en följd av starka motsättningar mellan arbetsgivare och arbetare på den svenska arbetsmarknaden. Sverige var drabbat av lågkonjunktur med hög arbetslöshet som följd. På arbetsmarknaden försökte arbetsgivarna hålla ner lönerna medan arbetarna organiserade sig i fackförbund som kämpade för bättre arbetsvillkor. Sverige var då ett av de mest strejk- och konfliktbenägna länderna i Västeuropa. Oroligheterna kulminerade i maj 1931 då militär öppnade eld mot ett fredligt demonstrationståg i Ådalen. 1938 slöt fackförbundet LO och arbetsgivarorganisationen SAF ett avtal i Saltsjöbaden om hur de skulle tillgodose sina intressen och hur konflikter skulle lösas i framtiden. Saltsjöbadsavtalet inledde en era av samförstånd på svensk arbetsmarknad som blev typiskt svenskt och unikt i tiden.
Inom vänstern vann mer extrema politiska strömningar inte heller något större stöd. Där fanns visserligen radikala och revolutionära element som var mycket högljudda, men de fick aldrig något betydande inflytande. Hjalmar Branting kom in i Sveriges andra kammare med liberalernas stöd. Även om det skedde en radikalisering efter Brantings död skulle Per Albin Hansson 1933 börja ett nära samarbete med bondeförbundet, som tidigare varit ett starkt konservativt parti. Svensk politik har karaktäriserats som ofta byggd på samförstånd snarare än konflikt. Vissa har menat att detta varit en framgångsrik politisk strategi då Sverige ofta styrts av minoritetsregeringar.
Sveriges socialdemokratiska arbetareparti har varit dominerande i svensk politik sedan 1930-talet och lyckades sitta som regeringsparti från andrakammarvalet 1932 till riksdagsvalet i Sverige 1976 (med avbrott endast för en kortvarig bondeförbundsregering under sommaren 1936), något som är unikt i västvärlden. År 1982 återfick socialdemokraterna regeringsmakten och behöll den till riksdagsvalet 2006 oavbrutet med undantag av 1991-94 då landet styrdes av en borgerlig koalitionsregering.

## Politiska partier

### Översikt
Under lång tid fanns ett kommunistparti, ett socialdemokratiskt parti, ett socialliberalt, ett agrart och ett liberalkonservativt parti representerade i riksdagen. Partistrukturen förändrades under 1990-talet. År 1988 lyckades miljöpartiet de gröna ta sig in i riksdagen som första parti sedan 1921. I riksdagsvalet i Sverige 1991 åkte Miljöpartiet ur och istället lyckades kristdemokraterna och Ny demokrati ta sig över 4%-spärren till riksdagen. 1994 kom Miljöpartiet åter in i riksdagen och Ny demokrati åkte ut. Även de andra partierna anses ha förändrats under 1990-talet. Under de senare åren har därför trogna väljare till vissa större partier ibland bytt parti då de inte ansett sig känna igen sina gamla partier. I riksdagsvalet 2010 kom Sverigedemokraterna in i riksdagen. Sedan dess har Riksdagens partier varit desamma. 
| Socialdemokraterna och Moderata samlingspartiet, Sveriges två största politiska partier. |  | Socialdemokraterna och Moderata samlingspartiet, Sveriges två största politiska partier. |
| Socialdemokraterna och Moderata samlingspartiet, Sveriges två största politiska partier. |  |                                                                                          |

| Sverigedemokraterna och Miljöpartiet de gröna, två "nya" partier inom svensk politik. |  | Sverigedemokraterna och Miljöpartiet de gröna, två "nya" partier inom svensk politik. |
| Sverigedemokraterna och Miljöpartiet de gröna, två "nya" partier inom svensk politik. |  |                                                                                       |

| Centerpartiet och Vänsterpartiet, med ursprung inom bonderörelsen respektive radikal arbetarrörelse. |  | Centerpartiet och Vänsterpartiet, med ursprung inom bonderörelsen respektive radikal arbetarrörelse. |
| Centerpartiet och Vänsterpartiet, med ursprung inom bonderörelsen respektive radikal arbetarrörelse. |  | |

| Liberalerna och Kristdemokraterna, borgerliga partier med rötterna i varsin internationell rörelse. |  | Liberalerna och Kristdemokraterna, borgerliga partier med rötterna i varsin internationell rörelse. |
| Liberalerna och Kristdemokraterna, borgerliga partier med rötterna i varsin internationell rörelse. |  | |

### Viktigare partier
De politiska partier som har störst politiskt inflytande i Sverige är de med mandat i Sveriges riksdag. De partier med flest mandat har i regel störst inflytande, men politiska blockbildningar och eventuellt deltagande i Sveriges regering påverkar också storleken på inflytandet.
Inför riksdagsvalet 2006 hade nio partier rätt att fritt få valsedlar utlagda i samtliga vallokaler, något som erfarenhetsmässigt gynnar partierna ifråga, beroende bland annat på att svenska val genomförs i över 6 000 olika vallokaler, ofta med stora geografiska avstånd däremellan. Förutom riksdagspartierna var det Sveriges Pensionärers Intresseparti och Sverigedemokraterna som nådde denna nivå.
I EU-parlamentet representeras Sverige av riksdagspartierna och, mellan 2014 och 2019, Feministiskt initiativ. Åren 2004–2009 hade Junilistan först tre och sedan två mandat och åren 2009-2014 hade Piratpartiet två mandat i EU-parlamentet.
Mandatfördelning sedan 2022 års riksdagsval:
|  | Socialdemokraterna: 107      |
|  | Sverigedemokraterna: 73      |
|  | Moderata samlingspartiet: 68 |
|  | Vänsterpartiet: 24           |
|  | Centerpartiet: 24            |
|  | Kristdemokraterna: 19        |
|  | Miljöpartiet de gröna: 18    |
|  | Liberalerna: 16              |

I val till region- och kommunfullmäktige är det i stort sett samma partier som brukar få röster. Undantagen är regionala och lokala partier och vissa andra, såsom Medborgerlig samling, Sveriges Pensionärers Intresseparti och Kommunistiska Partiet.

### Partiorganisation
Svenska politiska partier har i regel partiorganisationer ledda av partiledare (alternativt språkrör) samt partimedlemmar och partikongresser. På partikongresser (som är partiernas högsta beslutande organ och i regel arrangeras vartannat år) fattas bland annat beslut om partiernas långsiktiga politik och ledning av partiet, och där har partimedlemmarna (likt aktieägare på årsstämmor och föreningsmedlemmar på föreningars årsmöten) möjlighet att påverka "sitt" partis politik. I regel samlas representanter för partiets olika lokalavdelningar på de olika partikongresserna.
De större svenska politiska partierna har, som en följd av tradition och profilering, ofta valt olika namn på sina respektive partikongresser.
Årsmötesbeteckningar (urval)
- Kongress – Miljöpartiet de gröna,[24] Vänsterpartiet[25]
- Landsdagar – Sverigedemokraterna[26][27]
- Landsmöte – Liberalerna[20]
- Partikongress – Socialdemokraterna[21]
- Partistämma – Centerpartiet,[22] Moderata samlingspartiet[28]
- Riksting – Kristdemokraterna[23]

## Partiledare i svensk politik

### Riksdagspartiernas partiledare
Partiledarna för de invalda partierna i Sveriges riksdag.
| Parti               |  | Namn                            | Tillträdde       | Varaktighet        |        |
| ------------------- |  | ------------------------------- | ---------------- | ------------------ | ------ |
| Centerpartiet       |  | Anna-Karin Hatt                 | 3 maj 2025       | 0 år och 90 dagar  | [ 29 ] |
| Kristdemokraterna   |  | Ebba Busch                      | 25 april 2015    | 10 år och 98 dagar | [ 30 ] |
| Liberalerna         |  | Simona Mohamsson                | 24 juni 2025     | 0 år och 38 dagar  | [ 31 ] |
| Miljöpartiet        |  | Daniel Helldén                  | 18 november 2023 | 1 år och 256 dagar | [ 32 ] |
| Miljöpartiet        |  | Amanda Lind                     | 28 april 2024    | 1 år och 95 dagar  | [ 33 ] |
| Moderaterna         |  | Ulf Kristersson (statsminister) | 1 oktober 2017   | 7 år och 304 dagar | [ 34 ] |
| Socialdemokraterna  |  | Magdalena Andersson             | 4 november 2021  | 3 år och 270 dagar | [ 35 ] |
| Sverigedemokraterna |  | Jimmie Åkesson                  | 7 maj 2005       | 20 år och 86 dagar | [ 36 ] |
| Vänsterpartiet      |  | Nooshi Dadgostar                | 31 oktober 2020  | 4 år och 274 dagar | [ 37 ] |

## Övriga politiska aktörer

### Massmedier
Media anses ha stor betydelse för politiken, särskilt för agendasättning, kontroll av dagordningen och för att bestämma vad som anses utgöra samhällsproblem i debatten. I Sverige går media i maktsammanhang ibland under begreppet den tredje statsmakten. 
Dagstidningar har alltsedan 1800-talet fyllt en viktig roll i nyhetsförmedling och opinionsbildning. Under 1900-talet kom etermedia i form av radio efter 20-talet och TV efter 50-talet att komplettera dagstidningarnas roll. I Sverige lanserades public service av politiker som media i allmänhetens tjänst. I Sverige har public service-företagen SVT och SR, som staten finansierar, en stark ställning på mediemarknaden.
Datorisering och internet har under främst 2000-talet fört med sig radikalt enklare tillgång för envar till nyheter, fakta och information, liksom framväxten av sociala media har blivit öppna plattformar för samhällsdebatt. Gamla medier i form av dagstidningar har dock visat sig påfallande robusta och har lyckats bevara en stark roll bland massmedier.

### Intresseorganisationer och företag
Viktiga organisationer för arbetstagare och arbetsgivare i Sverige är fackförbunden Landsorganisationen (LO), TCO och SACO liksom arbetsgivarnas organisationer Svenskt Näringsliv och Sveriges Kommuner och Regioner. Viktiga ideologiska organisationer är Studieförbundet Näringsliv och Samhälle (SNS), Timbro och Arenagruppen. Viktiga intresseorganisationer inkluderar Företagarna, Handelskammarna, Svenska naturskyddsföreningen, Hyresgästföreningen, Pensionärernas riksorganisation, Rädda Barnen, Röda korset och Amnesty International. Den mäktigaste företagsgruppen är Investor-sfären. En annan betydelsefull företagsgrupp är Handelsbankssfären. Större medieägande företagsgrupper är Stenbeckssfären, Bonniersfären och Axel Johnson-sfären.
Håkan Juholt tvingades 2011 avgå som partiledare för Socialdemokraterna efter endast 10 månader på posten. Han berättade flera år efter sin avgång att han upplevde sig som dömd från början. Han beskrev att det finns ett ”klägg” av politiker, journalister, rådgivare och pr-konsulter, i framförallt Stockholm, som ”kindpussas och dricker rosévin” och håller varandra om ryggen.
| ”                                                                    | Det kan inte komma in någon från Småland och utmana det [läs: klägget]. Det är helt omöjligt | „ |
| – Håkan Juholt, SVT-dokumentären "Partiledaren som klev ut ur kylan" |                                                                                              |   |